# Château de la Treyne

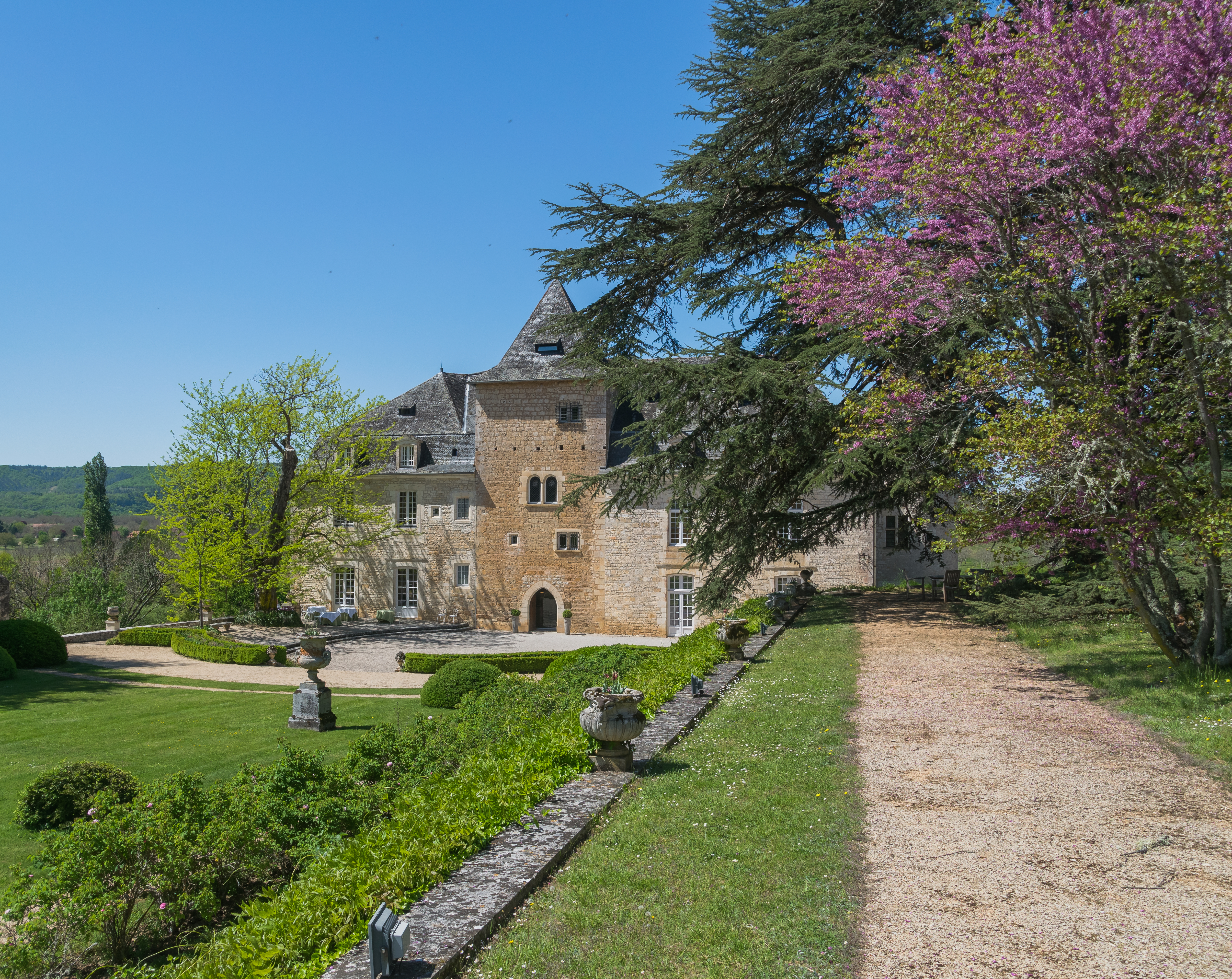
Façade du château de la Treyne avec jardin à la française et arbre en fleurs.

Le château de la Treyne est un château situé à Lacave, en France.

## Localisation
Le château est situé sur la commune de Lacave, dans le département français du Lot. 

## Historique
L'existence du château de la Treyne est attestée en 1342. Sa construction est probablement due à Guillaume et Hughes de Rouffilhac dont la famille est originaire de Gourdon où elle attestée depuis le XIIe siècle. Le 27 janvier 1356, sur le pont d’Avignon, Noble Guillaume de Rouffilhac rend hommage, tête nue, à genoux et mains jointes à « Magnifique homme Messire Guillaume de Beaufort », chevalier, vicomte de Turenne, pour le château au lieu de la Treyne, sur le bord de la Dordogne.
Probablement après l'extinction de la branche des Rouffilhac, le vicomte de Turenne confie la seigneurie de la Treyne, « avec toute justice haute, moyenne et basse », à noble homme Annet Hugon du Cluzel, le 12 mai 1462.  Le chevalier Annet du Cluzel a fait construire l’église de Meyraguet dans laquelle il a été inhumé. 
Le 7 mai 1519, noble Jean de la Treyne, fils d'Annet du Cluzel, a épousé Jeanne de Coustin de Bourzolles. En 1540, Jean de la Treyne, rend hommage au roi pour le château, les bois, les rentes et pleine justice qu’il tient du vicomte de Turenne, François III de La Tour (1526-1557).
En 1553, Louis de Cluzel est seigneur de la Treyne. Il s'est marié avec Colette, dite Jeanne de Ricard de Genouillac (morte en 1607).
Pierre de La Ramière s'est marié par contrat du 11 décembre 1553 avec Gallienne de Cluzel, fille de feu Jean seigneur de la Treyne en Quercy, gentilhomme de la maison du Roi, et de damoiselle Jeanne de Coustin. Pierre de la Ramière a reçu de son beau-frère, Louis de Cluzel, la somme de 1 140 livres pour sa part dans l'héritage maternel de sa femme. Il est surnommé « le Capitaine la Ramière ». Il s'est converti à la religion protestante. On lui a attribué la victoire de l'armée protestante de Coligny à  La Roche-l'Abeille, le 25 juin 1569. Cette bataille est la première à laquelle participe Henri de Navarre, en présence de sa mère, Jeanne d'Albret. Pierre de La Ramière est tué en octobre 1569 au siège de Saint-Jean-d'Angély. Après la mort de son mari, Gallienne de la Treyne a été persécutée « à cause de la religion protestante qu'elle et son mari avoient prise », et avoir beaucoup souffert « par divers » procès et pillage de ses maisons ». De ce mariage sont nés sept enfants, six garçons et une fille, tous en bas âge. L'aîné, Gilles, a été l'héritier universel à l'exception de la maison noble de Pécharnault, en Agenais, qui a été donnée à Jean, le second fils. Celui-ci s'est marié, en premières noces, avec Jeanne du Vignal de Broval, et en secondes noces, avec Suzanne du Cluzel de la Treyne, sa cousine germaine. 
Le château est considéré comme un repaire de huguenots. Il est incendié en 1586, sur ordre du duc de Mayenne, lieutenant du roi Henri III. 
Louis de Cluzel est assassiné en 1592. La seigneurie de la Treyne passe à son fils, Jacques Galiot du Cluzel, écuyer qui rend hommage au vicomte de Turenne, Henri Ier de la Tour d'Auvergne, le 2 décembre 1600. Il meurt sans postérité en 1607. La seigneurie passe alors à Jean de La Ramière, fils de Pierre de La Ramière. Jean de La Ramière est mort en 1616. Ses fils ensevelissent son corps de nuit dans l'église de Meyraguet malgré l'interdiction d'enterrer dans les cimetières catholiques les corps des défunts ayant appartenu à la religion prétendument réformée.
En 1622, un arrêt du Parlement de Toulouse ordonne la destruction du château La Treyne, déjà ruiné par l’incendie « vu la rébellion et les excès » du fils de Jean de La Ramière, coupable de lèse-majesté. Cet ordre n'a pas dû être exécuté.
Gédéon Ier de La Ramière a entrepris, vers 1625, d’aménager la demeure de son père. Avant 1643, la restauration du château est terminée en laissant l'ancien donjon carré du XIVe siècle en accolant au nord un logis flanqué d’une grosse tour ronde. Il rend hommage à Frédéric-Maurice de la Tour, duc de Bouillon et prince de Sedan « pour le château et la seigneurie ». Son fils, Gédéon II abjure la religion protestante comme en témoigne son testament daté du 5 avril 1701. Puis son fils, Pierre, meurt sans postérité en 1710. La seigneurie passe alors à sa sœur Marie de La Ramière qui s'est mariée en 1711 avec Jean III de Cardaillac, seigneur de Végennes, capitaine dans le régiment Royal-Artillerie et chevalier de Saint-Louis. Jean III est décédé le 20 mars 1752. Il a été inhumé dans l’église de Meyraguet. Au décès de son épouse, Marie de La Ramière, dame de Cardaillac, la seigneurie de la Treyne est dévolue à leur fils, François-Emmanuel de Cardaillac qui a épousé, le 28 janvier 1748, demoiselle Jeanne de Montalembert. Il a agrandi le château vers 1760. 
Le 8 juin 1738, la vicomté de Turenne est vendue à Louis XV, pour rembourser les dettes de jeu de Charles-Godefroy de La Tour d'Auvergne.
Par lettres patentes du Roi du 29 décembre 1759, François-Emmanuel a reçu la baronnie et le marquisat de Cardaillac en Quercy. François-Emmanuel, marquis de Cardaillac, a rendu hommage au roi de 1760 à 1778 pour la terre et la seigneurie de La Treyne et de Meyraguet. Il est mort en 1782. Son fils Joseph, né en 1752, a épousé, le 27 mars 1783, Charlotte de Roquemaurel. Il est Lieutenant du Roi pour la province de Guyenne. Il est au château de La Treyne le 28 septembre 1822.
Jean-Jacques-Joseph-Frédéric, marquis de Cardaillac, arrière petit-fils de Joseph de Cardaillac, a vendu le château et le domaine de La Treyne le 20 septembre 1910 à un riche industriel parisien, Auguste-Gabriel Savard, inventeur du Bijou Fix. Ce dernier a fait restaurer et aménager les intérieurs. Il a confié la création du jardin à la française au paysagiste botaniste alors en vogue, Édouard André (1840-1911).
En 1922, M. Savard a vendu la propriété à un industriel espagnol, M. Fontana, qui a commandé l’exécution du plafond à caissons et des boiseries du Grand Salon et celles du Salon de Musique.
Pendant la Seconde Guerre mondiale, André Chamson, alors responsable du département des Antiquités égyptiennes du Musée du Louvre, a veillé sur une partie des trésors du musée qui ont été entreposés provisoirement au château de La Treyne pour y être protégés, parmi lesquelles, le célèbre Scribe accroupi. En souvenir de son séjour à La Treyne, André Chansom a fait inscrire le site comme site pittoresque du Lot (Arrêté ministériel du 6 novembre 1946).
Le 10 avril 1954, monsieur Santiard et madame Bulteau ont acheté le château. Ils y ont présenté leur magnifique collection de meubles et objets d’art de la Renaissance (XVIe siècle) qui sont maintenant présentés au château de Bourdeilles. M. Santiard a fait édifier vers 1954 dans le parc une chapelle de style néo-roman, en intégrant des éléments romans et gothiques provenant de Cuelvas en Espagne.
Le château a été acheté par la famille Gombert en 1982. Après dix ans de travaux, le château est devenu une des enseignes dans le Lot des "Relais et Châteaux". Le restaurant a par ailleurs 1 étoile au Guide Michelin. 
Les façades, les toitures, l'escalier droit, les décors du grand salon et de la salle de billard au rez-de-chaussée du château  sont inscrits au titre des monuments historiques par l'arrêté du 3 mai 1990, modifié le 17 septembre 2008,.

## Description

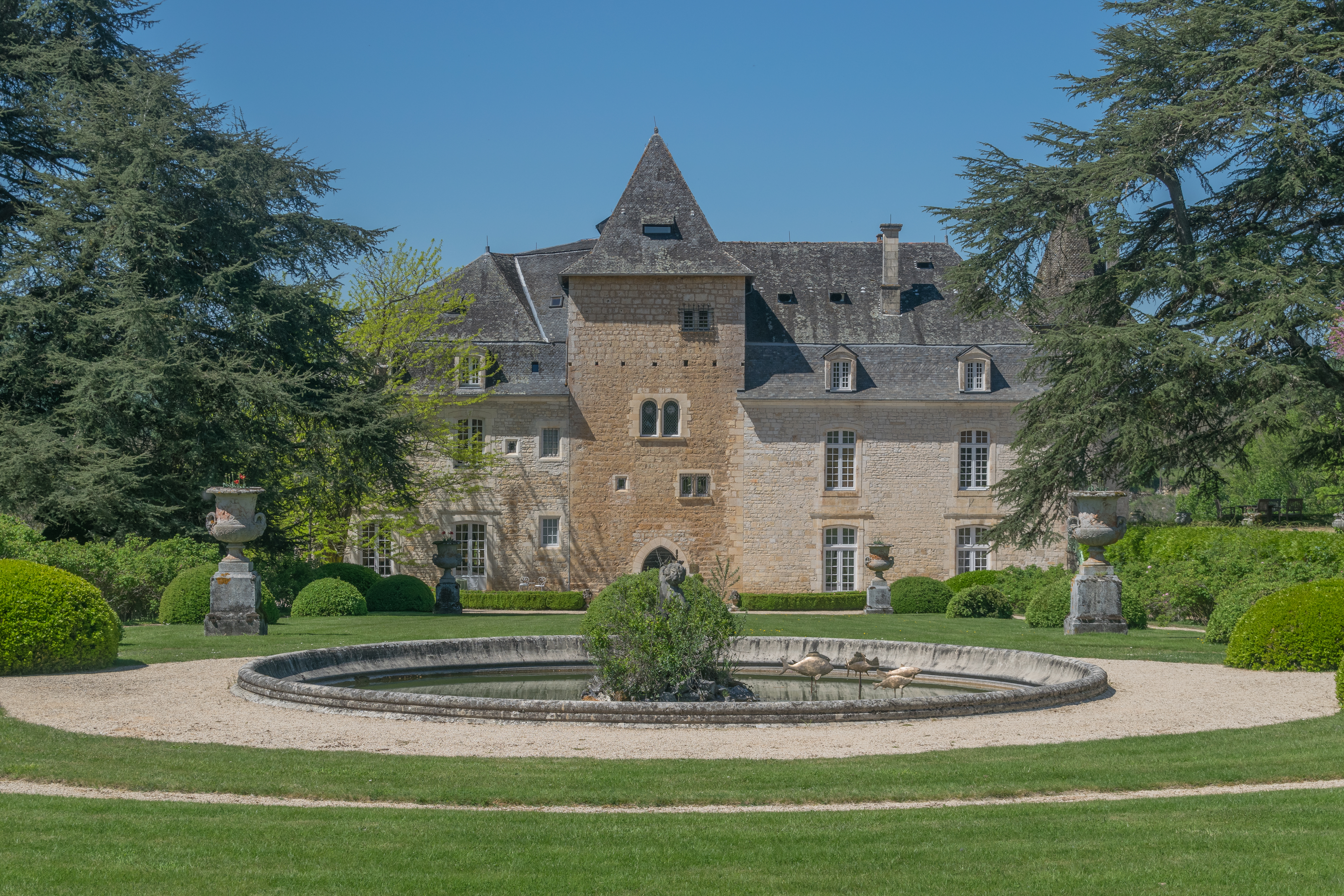
Façade avant du château avec vue sur la fontaine et le jardin à la française.